# 산아제한 (영화)
"산아제한"은 한국에서 제작된 엄심호 감독의 1960년 영화이다. 한미나 등이 주연으로 출연하였고 김동식 등이 제작에 참여하였다.

## 출연

### 주연
- 한미나
- 허장강
- 최남현
- 문정숙

## 기타
- 조명: 이인식
- 녹음: 손인호
- 미술: 원제래